# Carlo Pellegatti
Carlo Pellegatti (Milano, 11 aprile 1950) è un giornalista e telecronista sportivo italiano.
Tifoso del Milan dal 1957, è noto al pubblico per le sue telecronache ed interviste appassionate, in cui chiama i calciatori del Milan attraverso numerosi e fantasiosi soprannomi, ricorrendo sovente a citazioni letterarie o mitologiche.

## Biografia
Fratello del batterista Paolo Pellegatti e laureato in scienze politiche, è stato radiocronista delle partite del Milan, facendo il suo esordio nella stagione 1983-1984. Dopo una lunga carriera in Qui studio a voi stadio alla fine degli anni ottanta, passa a Mediaset come inviato di Studio Sport. Dal 7 luglio 1994 diventa giornalista professionista iscritto all'Ordine professionale della Lombardia. Nei primi anni duemila è stato telecronista delle partite di campionato del Milan sul secondo canale audio di Milan Channel (allora incluso nella piattaforma D+), mentre dal 2007 ha svolto lo stesso ruolo ma sul secondo canale audio di Mediaset Premium. Lavora inoltre come opinionista fisso per Milan Channel, sin dai primi anni dalla nascita del canale tematico. Grande appassionato anche di ippica, scrive spesso su La Gazzetta dello Sport, facendo pronostici sulle corse di trotto e galoppo in programma all'ippodromo di San Siro a Milano.
Oltre all'impegno con Mediaset è stato collaboratore della rivista Forza Milan!, mentre nell'estate 2011 è diventato editorialista del sito web milannews.it. È inoltre opinionista a Odeon TV nella trasmissione Campionato dei Campioni.
Il 22 agosto 2018 annuncia, dopo 35 anni, il ritiro dalle telecronache, l'ultima delle quali è stata quella per Milan-Fiorentina del precedente 20 maggio. Dopo aver preso questa decisione, apre un canale YouTube, dove affronta tematiche riguardanti la squadra del Milan. Il 1º settembre 2018 smentisce l'annuncio fatto una settimana prima in cui dichiarava di non voler più tenere telecronache e riprende le telecronache per conto di TopCalcio24 (canale 19 del digitale terrestre). Dal 2 settembre 2018 è ospite in zona tifoseria su Pressing per Canale 5.

## Opere
- Rossoneri siamo noi, 1989, Sport & Sport
- Rossoneri siamo noi... Dieci anni dopo, 1999, Gallo & Associati
- Milan, 2003, L'Airone Editrice
- Pato col diavolo, 2009, Mondadori
- Con il Milan nel cuore, 2010, Priuli & Verlucca
- Favole portafortuna per tifosi milanisti da 0 a 99 anni, 2017, Sperling & Kupfer
- Sempre Milan 1899 - 2019, 2019, Skira
- C’è solo un Presidente. Silvio Berlusconi, ritratto di un sognatore, 2024, Cairo